# 小嶋十三子
小嶋 十三子（こじま とみこ、1924年8月3日 - 2011年10月23日）は、日本の元小学校教諭、美術作家。夫は小嶋太門、長男は元中部大学教授の小島亮。

## 来歴
愛知県名古屋市出身。
樟蔭東高等女学校（現・アナン学園高等学校）の第一期卒業生であり、大阪第一師範学校女子本科（現・大阪教育大学）の第一期卒業生でもあった（小島亮、小嶋太門共著『青桐の風景　歴史なき街にて』（風媒社、 2021年） に女学校から師範学校に至る本人作成の写真アルバムが収録されている）。1944年に師範学校卒業とともに布施市立意岐部国民学校（現・東大阪市立意岐部小学校）訓導となる。戦後復員した東野一雄と結婚して退職した（東野は小嶋太門の旧名)。
大阪府大阪市東成区片江町（現・大今里南）、奈良県生駒市軽井沢町、奈良県奈良市秋篠早月町などに住む。生駒時代に教職に復帰。大阪市内の城東小学校、東桃谷小学校、片江小学校などで教える。

## 作品
書道作品では読売書法展などに連続入選。小倉百人一首の草書かるた作品は跡見学園女子大学図書館に所蔵されている。美術作家としてアール・デコ風木彫り彫刻も制作し、なかでも和紙ちぎり絵の作品群はとても人気が高く、以下のように何度も作品集が復刊されている。2022年9月、小嶋十三子「郷愁のちぎり絵展」が奈良市で開催された。

### 作品集
- 『にほひたまゆら』グループ丹、2007年
  - この作品集が唯一生前に刊行されたものである。以下はすべて死後に再編集されて刊行された。

- 『はなほほえみて』グループ丹、2011年
- 『あきはかなしき』グループ丹、2012年
  - 百人一首草書かるた作品を原型復刻、箱入り。（跡見学園女子大学図書館所蔵のリプリント）。死後発見された習作2作も解題に収録
- 『なかめせしまに　和紙ちぎり絵の風景』風媒社、2017年
- 『草書体　小倉百人一首』風媒社、2017年
- 『ちぎり絵　日本の風景　春夏』グループ丹、2018年 - 絵葉書コレクション
- 『ちぎり絵　日本の風景　秋冬』グループ丹、2018年 - 絵葉書コレクション
- 『青桐の秘密-歴史なき街にて-』（小島亮、小嶋太門共著）風媒社、2021年